# 1000 funerals
1000 funerals — метал-гурт з Ірану, що виконує музику в стилях фюнерал-дум та ембієнт.

## Історія
Гурт «1000 funerals» був створений в серпні 2005 року Parichehr «Pixy» (клавішні) і Afshin «Undertaker» L. (гітара, вокал) в Тегерані (Іран). Невдовзі до них приєдналися Cyrus E. (вокал), Avinar (Hamid M.A.) (бас, вокал, ударні, клавішні). П'ять місяців потому гурт записав перший альбом «Portrait Of A Dream», після чого в грудні того ж року припинив своє існування у зв'язку з вступом в шлюб Parichehr «Pixy».
Восени 2010 року колишній учасник команди Avinar та Haamoon (вокал, клавішні, бас) вирішують відродити гурт і починають запис другого альбому «Butterfly Decadence», що вийшов 11 квітня 2011 року, після чого з невідомих причин «1000 funerals» знову припиняє своє існування — цього разу, як заявляють його учасники, вже назавжди.

## Стиль та тематика пісень
Стиль гурту можна охарактеризувати як романтичний фюнерал-дум з елементами ембієнту. Характерною особливістю є використання східних мотивів, що в поєднанні з традиційною атмосферою фюнерал-дум створюють специфічне звучання музики команди.
Тематикою пісень 1000 funerals є нещасливе кохання та всі почуття, пов'язані з ним.

## Склад гурту
- Avinar — гітара, вокал, ударні, клавішні
- Haamoon — вокал, клавішні, бас-гітара

Колишні учасники:
- Cyrus E. — вокал
- Afshin «Undertaker» L. — вокал, гітара
- Parichehr «Pixy» — клавішні

## Дискографія
- Portrait of a Dream (2005)
- Butterfly Decadence (2011)